# شلايشر إيه إس إتش 26
شلايشر إيه إس إتش 26  (بالإنجليزية: Schleicher ASH 26)‏ هي طائرة شراعية، عالية الأداء، وبمقعد واحد. أنتجت في ألمانيا. من صناعة شلايشر. صنع منها 234 طائرة.